# Wüstendattel
Die Wüstendattel (Balanites aegyptiaca), auch Zachunbaum genannt, ist eine Pflanzenart innerhalb der Familie der Jochblattgewächse (Zygophyllaceae). Sie wird in der traditionellen Medizin bei der Behandlung von verschiedenen Krankheiten eingesetzt.

## Beschreibung

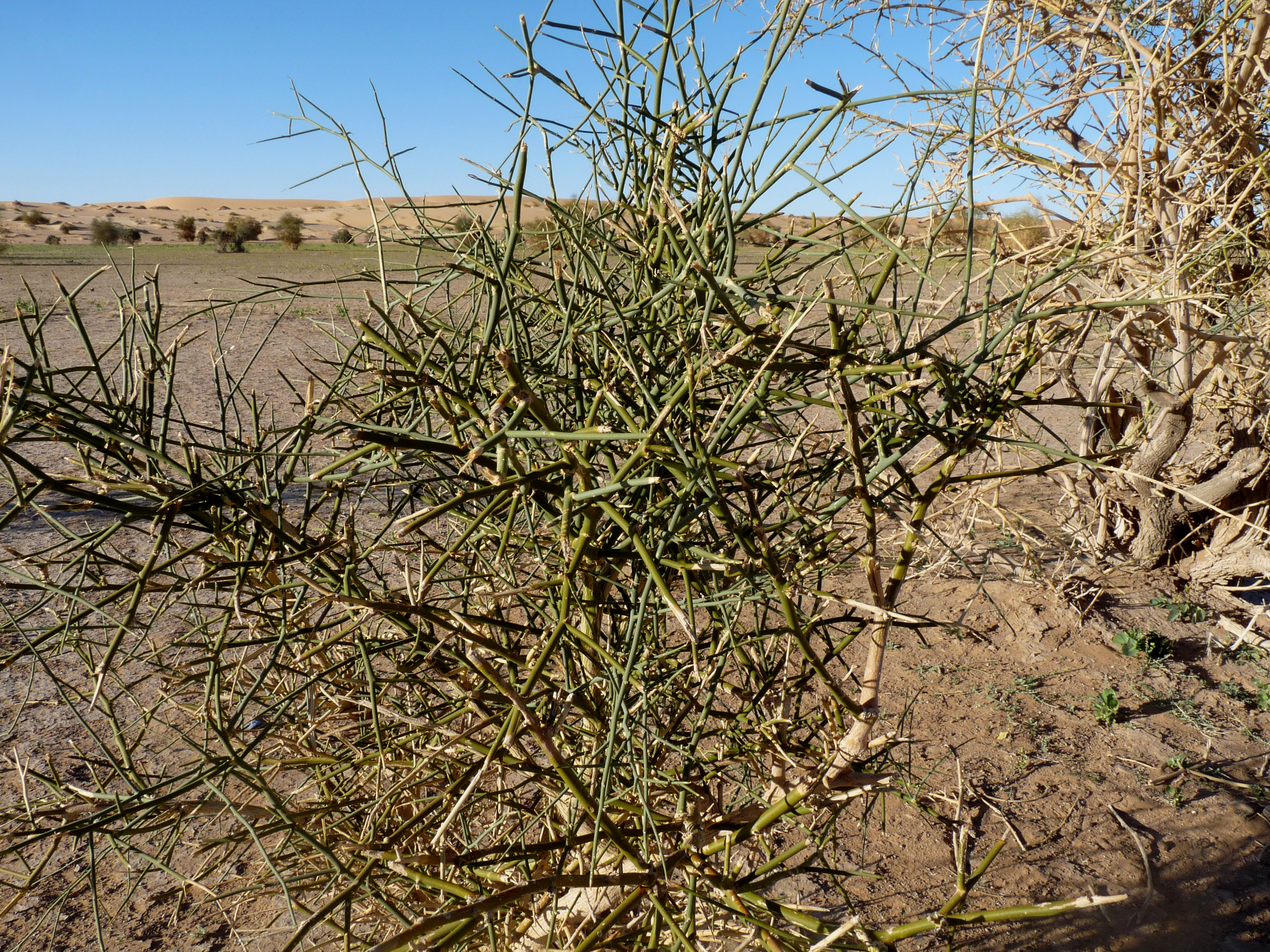
Typischer strauchförmiger Habitus

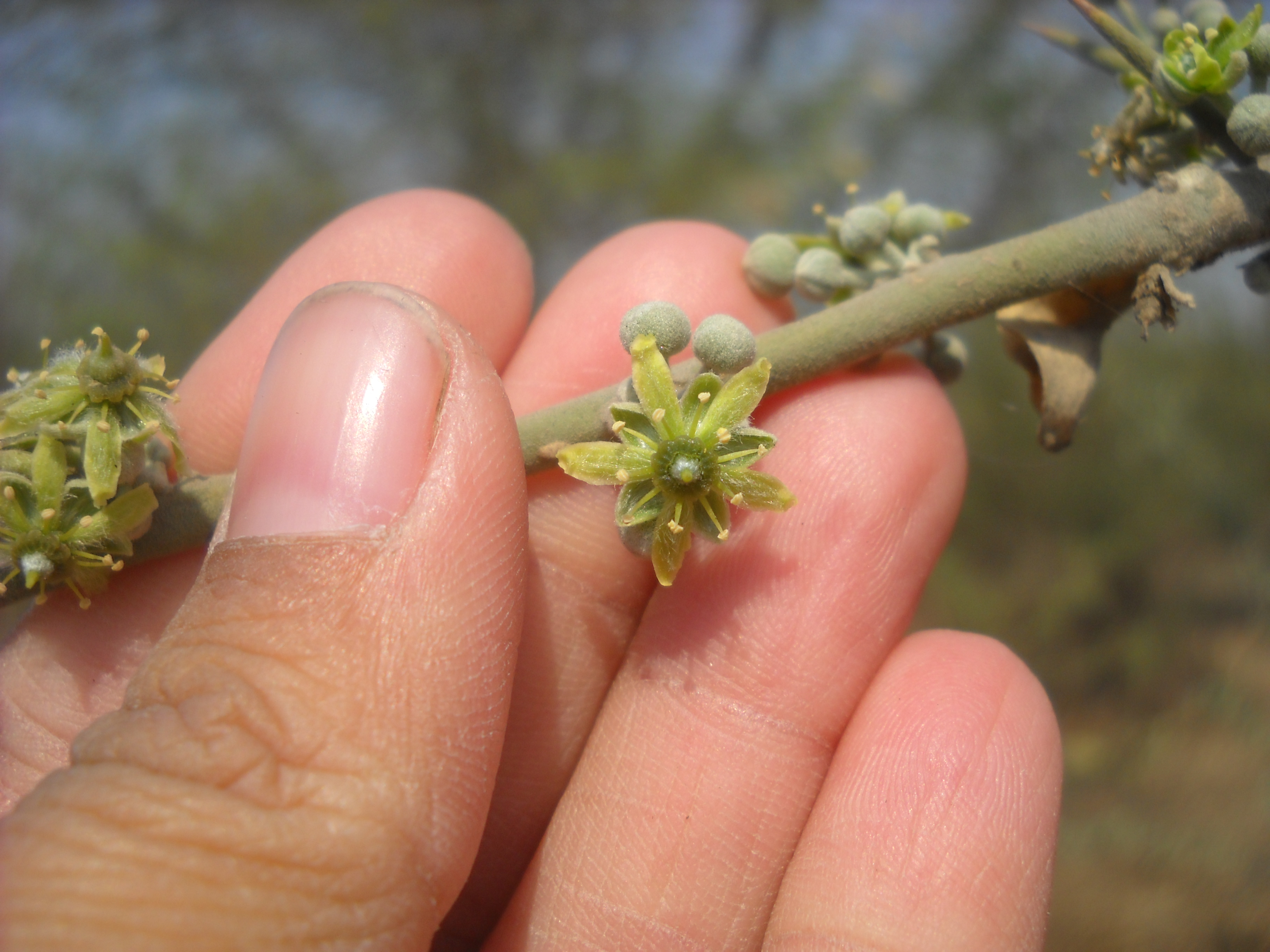
Blüte

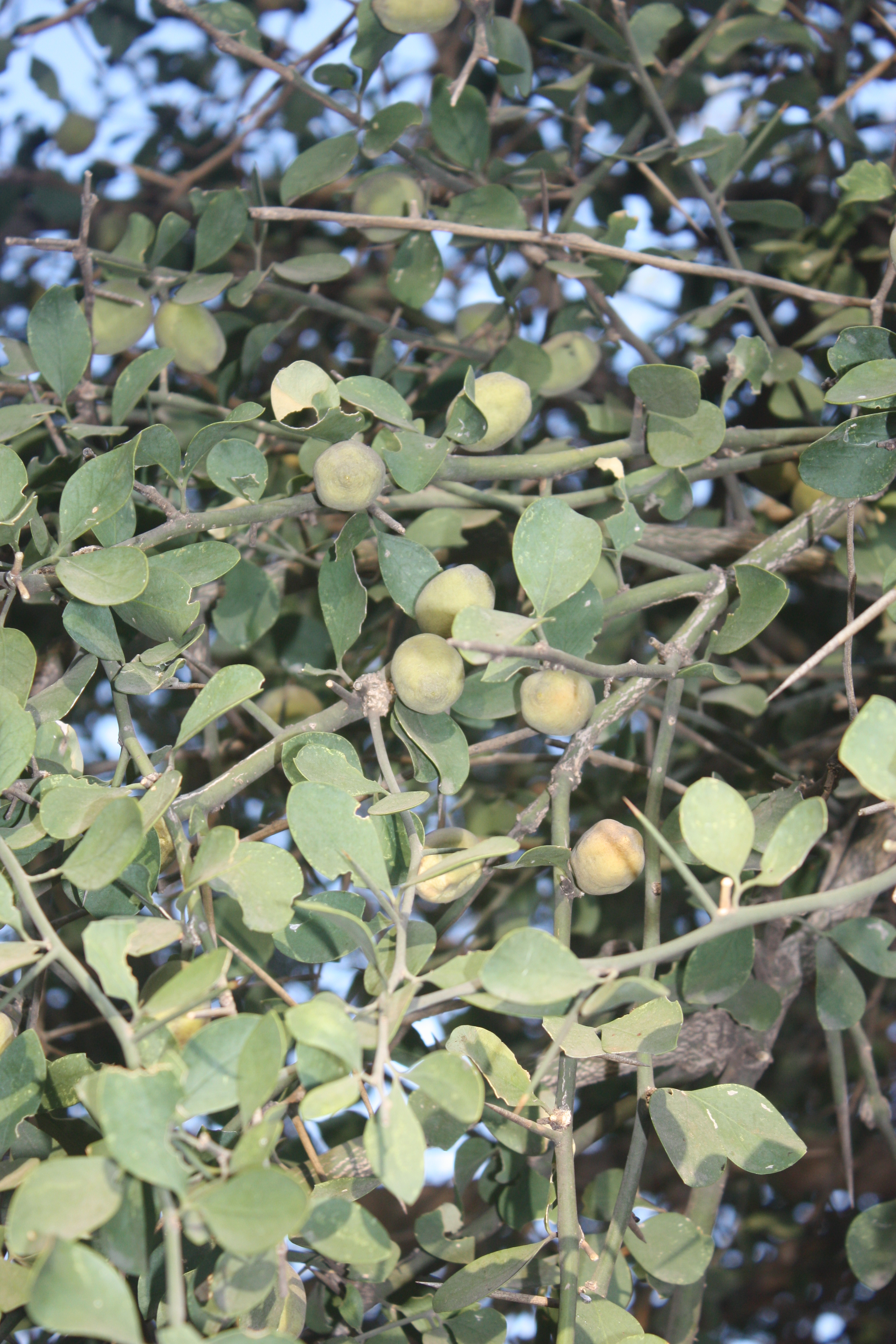
Bedornte Zweige mit Laubblättern und Früchten

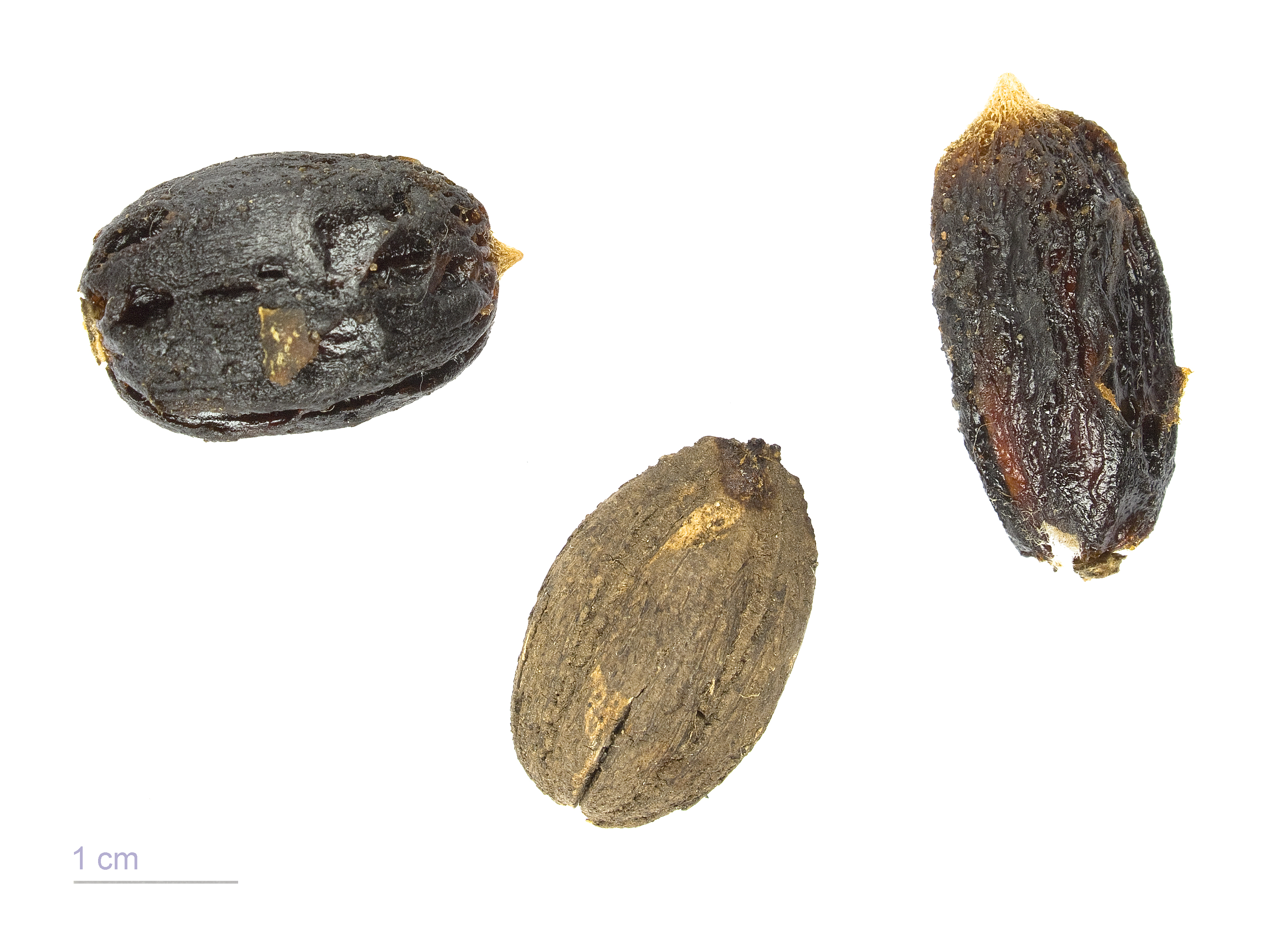
Steinfrucht und Steinkern

### Erscheinungsbild und Blatt
Die Wüstendattel wächst als laubabwerfender Strauch oder kleiner Baum mit einer oder mehreren kugelförmigen, dichten Baumkronen, der Wuchshöhen von bis zu 8, selten bis zu 10 Metern und einen Stammdurchmesser von 30 Zentimetern erreicht. Der Stamm ist kurz und verzweigt oft schon nahe der Basis oder das Exemplar ist vielstämmig. Die Borke ist dunkelbraun bis grau und tief längs gefurcht. Die ausgebreiteten oder überhängenden Zweige tragen meist Dornen. Die 1 bis 4 Millimeter über den Blattachseln angeordneten Dornen sind kräftig, gelb oder grün, meist 2 bis 8 (0,4 bis 11,5) Zentimeter lang; sie sind selten einfach und nackt, meist besitzen sie wenige früh abfallende, schuppenförmige, etwa 0,75 Millimeter lange Blattrudimente (sind also umgebildete Kurztriebe). Die Rinde der Zweige ist anfangs gräulich-grün und winzig fein bis filzig behaart, färbt sich später hellbraun und verkahlt.
Es sind je nach Standort oft nur wenige, an den Zweigen wechselständig und spiralig angeordnete, Laubblätter vorhanden. Der rinnige Blattstiel ist 2 bis selten 3,5 Zentimeter lang oder kaum erkennbar mit kurzer Rhachis. Die gefiederte Blattspreite besteht aus nur zwei Fiederblättchen. Die Blättchenstiele sind meist 1 bis 5 (0 bis 8) Millimeter lang. Die ledrigen, hellgrünen oder dunkelgrünen Blättchen besitzen eine sehr unterschiedliche Größe sowie Gestalt; sie können asymmetrisch sowie je nach Standort bei einer Länge von 1 bis 6,8 Zentimetern und einer Breite von 0,3 bis 5 Zentimetern schmal-elliptisch, breit-eiförmig oder verkehrt-eiförmig mit spitzer bis stumpfer Basis und gerundetem bis stumpfem oberen Ende und ganzem Rand sein. Die Blattflächen sind anfangs fein bis filzig behaart und verkahlen dann.

### Blüte und Frucht
Meist 2 bis 15 (1 bis 20 oder mehr) Blüten stehen in Büscheln an bedornten Knoten oder unbedornten Kurztrieben über den Blattachseln mehr oder weniger dicht zusammen. Die dicht flaumig behaarten Blütenstiele sind meist 4 bis 11, selten bis zu 20 Millimeter lang. Die Blütenknospen sind eiförmig und filzig behaart.
Die relativ kleinen, gelblich-grünen, duftenden, unscheinbaren, zwittrigen Blüten sind bei einem Durchmesser von 8 bis 14 Millimetern radiärsymmetrisch und fünfzählig mit doppelter Blütenhülle. Die kleinen, bootförmigen Kelchblätter sind außen feihaarig und ausladend. Die fünf gelblichen oder blau-grünen, ausladenden Kronblätter sind bei einer Länge von 4,5 bis 6,5 Millimeter schmal verkehrt-eiförmig bis elliptisch. Es sind zehn kurze, freie Staubblätter vorhanden. Der oberständige und mehrkammerige Fruchtknoten ist fein bis filzig behaart. Der kurze Griffel ist 1 bis 2 Millimeter lang, mit kleiner Narbe. Es ist ein auffälliger, gelappter, kerbiger und fleischiger Diskus vorhanden.
Der Fruchtknoten verlängert sich nach der Befruchtung sehr deutlich zur jungen Frucht. Die einsamige Steinfrucht ist bei einer Länge von meist 2,5 bis 4 (2,3 bis 4,5, selten bis zu 7) Zentimetern sowie einem Durchmesser von meist 1,7 bis 2,2 (1,3 bis 2,5, selten bis zu 4) Zentimetern relativ lang und schmal, eiförmig bis ellipsoid und gerundet oder gestutzt an beiden Enden. Junge Früchte sind grün und filzig behaart und werden bei Reife meist gelb bis mehr oder weniger braun und kahl. Bei Reife ist die Fruchtschale spröde. Das essbare, braune oder braun-grüne Fruchtfleisch ist bitter-süß. Der Steinkern, der den Samen enthält, ist 1,5 bis 3 Zentimeter lang, hellbraun, faserig und extrem hart; er macht bis zu 50 oder 60 % der Frucht aus. 500 bis 1500 trockene, saubere Samen wiegen etwa 1 kg.

### Chromosomenzahl
Die Chromosomenzahl beträgt 2n = 18.

## Ökologie und Kultur
Eine vegetative Vermehrung erfolgt über Samen oder „Wurzelschößlinge“. Die Bestäubung erfolgt durch Insekten. Die Samen werden durch Vögel und andere Tiere ausgebreitet. Das blühfähige sowie fruchttragende Alter ist mit fünf bis sieben Jahren erreicht und im Alter von 15 bis 25 Jahren liegt das Maximum der Samenproduktion.

## Vorkommen
Die ursprüngliche Verbreitung der Wüstendattel ist durch Anbau und Einbürgerung schwer zu bestimmen. Es wird angenommen, dass sie in allen trockenen Ländern südlich der Sahara bis nach Malawi im Großen Afrikanischen Grabenbruch und bis zur Arabischen Halbinsel heimisch ist. In Lateinamerika und Indien wurde sie eingeführt.
Balanites aegyptiaca ist ein typisches Florenelement des sudano-zambesischen Savannengürtels, oft mit Akazien vergesellschaftet. In Senegal ist die Wüstendattel einer der häufigsten Bäume. Außerdem gibt es Vorkommen in Israel und Jordanien. In Indien kommt sie insbesondere in Rajasthan, Gujarat, Madhya Pradesh und Dekkan vor.
Balanites aegyptiaca wächst im Tiefland bis in Höhenlagen von 1000 Meter, in Gebieten mit durchschnittlichen Niederschlagssummen von 250 bis 400 mm und Temperaturen von 20 bis 30 °C, also semiariden bis ariden Gebieten. Diese Art gedeiht sowohl auf sandigen Böden als auch auf Vertisol.

## Nutzung
Das Holz der Wüstendattel ist hart, dauerhaft und einfach zu bearbeiten. Der kleine Stamm und die Tendenz zum Verziehen erschweren jedoch die Verarbeitung in Sägewerken. Reife und unreife Früchte können getrocknet oder frisch gegessen werden. Frische und getrocknete Blätter, Früchte und Sprossen dienen als Viehfutter. In Burkina Faso konnte experimentell gezeigt werden, dass die Wüstendattel in der Trockenzeit bis zu 38 % der Trockenmasseaufnahme von Ziegen ausmachen kann. Der Baum liefert gutes Feuerholz, das raucharm verbrennt. Die Wüstendattel enthält Saponine. Rinden-Extrakte sind für Fische giftig. Im Sudan und Tschad ist die Rinde ein Bestandteil von Seife.
Traditionell wird die Wüstendattel bei der Behandlung von verschiedenen Krankheiten wie Gelbsucht, Darm-Wurm-Infektion, Wunden, Malaria, Syphilis, Epilepsie, Ruhr, Verstopfung, Durchfall, Hämorrhoiden, Magenschmerzen, Asthma und Fieber eingesetzt.
Zu den pharmakologisch interessanten Inhaltsstoffen gehören Diosgenin und Yamogenin, die zumindest früher als Ausgangsstoffe für die Herstellung synthetischen Corticosteroide von Bedeutung waren.
Aus den Samen kann Balanitesöl, Zachunöl gewonnen werden. In manchen Trockengebieten werden die Blätter gekocht. So werden in vielen afrikanischen Regionen die (meist jungen) Blätter als Gemüse verzehrt, in Guéra, der Zentralregion des Tschad, wird aus den Blättern eine Soße gewonnen und zusammen mit dem üblichen Hirsebrei gegessen. Die dornigen Zweige können als Zahnbürste genutzt werden.
Bei einigen Hirtenvölkern in der Sahelzone bis nach Eritrea werden Rinder, Schafe oder Ziegen in der traditionellen Medizin mit der gemahlenen Rinde behandelt. Zumindest bei den Berti in Darfur hat die Wüstendattel kultische Bedeutung. Sie gilt als magischer Baum, der nicht gefällt werden darf. Kranke erhoffen sich Heilung durch rituelles Umschreiten; auf dieselbe Weise wird Schwarze Magie praktiziert.

## Systematik
Die Erstveröffentlichung erfolgte 1753 unter dem Namen (Basionym) Ximenia aegyptiaca durch Carl von Linné in Species Plantarum, 2, S. 1194. 1813 stellte Alire Raffeneau Delile in Description de l'Égypte, ... Histoire Naturelle, 2. Band, 221, Tafel 28, Figur 1 die Gattung Balanites mit der einzigen Art Balanites aegyptiaca (L.) Delile auf. Nach den Regeln der ICN Art. 62.4 wäre die männliche Form Balanites aegyptiacus (L.) Delile richtig, aber Martin J. S. Sands schlägt 2013 vor, den Namen Balanites aegyptiaca (L.) Delile zu konservieren.
Weitere Synonyme für Balanites aegyptiaca (L.) Delile sind: Agialid aegyptiaca (L.) Kuntze, Agialida aegyptiaca (L.) Adans., Agialida senegalensis van Tiegh., Agialida barteri van Tiegh., Agialida tombuctensis van Tiegh., Balanites ziziphoides Mildbr. & Schltr., Balanites latifolia (van Tiegh.) Chiov., Balanites arabica (Tiegh.) Blatt., Balanites fischeri Mildbr. & Schltr. u. a., unklar sind Balanites roxburghii Planch., Balanites aegyptiaca Willd., Ximenia aegyptiaca Roxb.
Die Gattung Balanites (mit sieben bis neun Arten) gehört zur Unterfamilie Tribuloideae D.H.Porter in der Familie der Jochblattgewächse (Zygophyllaceae) oder sie bildet nach anderen Autoren die monogenerische Familie Balanitaceae.

## Trivialnamen
Trivialnamen in unterschiedlichen Sprachen sind:
- Englisch: Desert date, Soapberry tree, Thorn tree, Egyptian balsam
- Französisch: Dattier du desert, Hagueleg, Balanite
- Spanisch: corona di Jesus
- Arabisch: Heglig, Hoglig
- Ayurvedisch: Ingudi, Angaar Vrksha, Taapasadrum, Taapasa vrksha, Dirghkantaka
- Unani: Hingan, Hanguul
- Siddha: Nanjunda